# 麒麟山温泉
麒麟山温泉（きりんざんおんせん）とは、新潟県東蒲原郡阿賀町（旧越後国）にある温泉。
飯豊山地西南部地域、常滑川合流点付近の阿賀野川左岸に位置する。古くは湯の浦温泉と呼ばれ、江戸時代以前からの歴史を持つ。

## 泉質
- ナトリウム-塩化物・硫酸塩泉
  - 泉温　33〜36℃

## 温泉街
麒麟山の北東麓、阿賀野川沿いに2軒の旅館が存在する。うち1件は、新潟市内などから画家が泊まりに来る「絵かきの宿」として知られる。阿賀野川を眺められる露天風呂を有する。
2軒ともに日帰り入浴可能。
かつては他にも旅館があったが、平成23年7月新潟・福島豪雨による被害を受け閉館した。
芥川賞小説『ブエノスアイレス午前零時』の舞台になったという説もある。

## アクセス
- JR磐越西線 津川駅より東へ約3 km。
- JR磐越西線 鹿瀬駅より南西へ約3 km。
- 鹿瀬コミュニティバス「きりん山温泉」バス停より徒歩すぐ（平日のみ運行）[6]。
- 磐越自動車道 津川ICより約2 km。